# Richard Harder (Philologe)

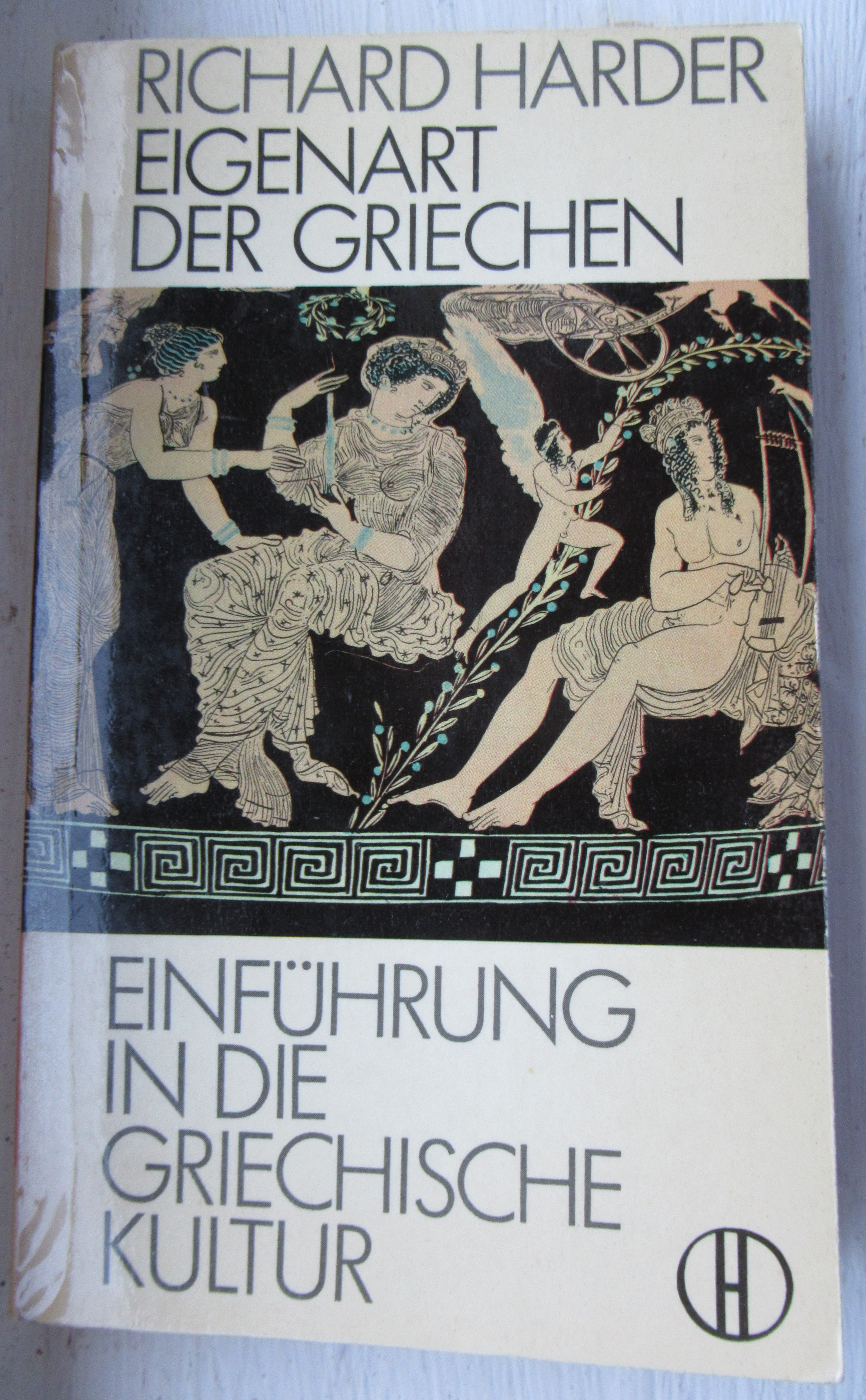
Richard Harder: Eigenart der Griechen (1949) und Einführung in die griechische Kultur

Richard Harder (* 19. Januar 1896 in Tetenbüll; † 4. September 1957 in Zürich) war ein deutscher Altphilologe (Gräzist). Er übersetzte Plotin, war ein Spezialist der griechischen Epigraphik (Inschriftenkunde) und arbeitete an einer Interpretation der griechischen Kultur. Er spielte eine bedeutende Rolle in der Wissenschaftspolitik des Nationalsozialismus im Bereich der Altertumswissenschaften.

## Leben
Der Sohn eines Pastors besuchte die Kieler Gelehrtenschule und studierte nach dem Abitur 1914 zunächst Theologie an der Ruprecht-Karls-Universität Heidelberg. Nach dem Ersten Weltkrieg, in dem er (wegen eines Herzfehlers) zeitweilig als Sanitäter an der Front diente, wandte er sich jedoch der Klassischen Philologie zu. An der Christian-Albrechts-Universität zu Kiel schloss er sich eng an den nur wenig älteren Werner Jaeger an und folgte ihm 1921 nach Berlin, wo Ulrich von Wilamowitz-Moellendorff auch noch nach seiner Emeritierung die führende Stellung behauptete. Nach der Promotion bei Jaeger 1924 mit der kommentierten Ausgabe des pseudepigraphischen „pythagoreischen“ Textes Ocellus Lucanus, für die er 1921/1922 in italienischen Bibliotheken gearbeitet hatte, wurde ihm im folgenden Jahr die Redaktion der neuen – maßgeblich von Jaeger inaugurierten – Rezensionszeitschrift Gnomon übertragen, eine Funktion, die er bis 1944 ausübte, neben der Mitherausgeberschaft seit 1930. Zu seinem Lehrer ergab sich bald ein freundschaftliches Verhältnis, das auch nach dem Krieg wieder aufgenommen wurde.
Harder habilitierte sich 1927 in Heidelberg bei Otto Regenbogen mit einer Studie über Ciceros Somnium Scipionis und ging noch im selben Jahr als Professor an die Albertus-Universität Königsberg. Hier machte er sich um die Reform der Ausbildung an Schule und Universität verdient; in privater Nebentätigkeit unterrichtete er überdies die jugendliche Hannah Arendt im Griechischen. Zum Sommersemester 1930 nahm er einen Ruf nach Kiel an, wo er vor allem mit Felix Jacoby, Willy Theiler und Erich Burck freundschaftlich zusammenarbeitete. In den Kieler Jahren entstand seine Plotin-Übersetzung, die herausragende wissenschaftliche Leistung seines Lebens.
Im Sommer 1939 war Harder für einige Monate zu epigraphischen Studien in Griechenland beurlaubt (finanziert von der Vorläuferorganisation der DFG), als Vorarbeit zu seinen Untersuchungen zur griechischen Kulturgeschichte, aber auch schon im Zusammenhang mit dem von Alfred Rosenberg geplanten Institut für Indogermanische Geistesgeschichte. Gleichfalls 1939 wurde er zum Korrespondierenden Mitglied der Berliner Akademie der Wissenschaften gewählt. Gleich zu Beginn des Zweiten Weltkrieges wurde Harder zum Heer (Wehrmacht) eingezogen (Westfeldzug), aber bereits im Oktober 1940 zum Aufbau des geplanten Instituts freigestellt.

## Stellung zum Nationalsozialismus
Nach der „Machtergreifung“ trat Harder im Januar 1934 der SA bei, die er 1936 verließ, als er zum NSKK wechselte. Dort war er als Rottenführer bis 1940 aktiv, schied dann aber wegen Zeitmangels aus. Zum 1. Mai 1937 trat er der NSDAP (Mitgliedsnummer 4.085.453) und 1938 dem NS-Dozentenbund bei. 1941 trat er aus der Kirche aus, ließ seine Töchter aber weiterhin christlich erziehen.
Charakteristisch für seine geistige Haltung zu Beginn der Zeit des Nationalsozialismus ist die positive Besprechung der Freiburger Rektoratsrede Martin Heideggers, die ganz die Aufbruchstimmung an den deutschen Universitäten wiedergibt. Wie viele seiner Kollegen beteiligte Harder sich an den beiden Veranstaltungen der „Lagerarbeit“ des NS-Dozentenbundes, Fachkreis Altertumswissenschaft, Würzburg Januar 1941 und Augsburg Juni 1942.

### Das „Institut für Indogermanische Geistesgeschichte“
Die engste Beziehung zum Regime ergab sich dadurch, dass Harder die Leitung des „Instituts für Indogermanische Geistesgeschichte“ übertragen wurde, einer Außenstelle der von Rosenberg geplanten Parteiuniversität („Hohe Schule“).
Vorgesehen war von Anfang an, die Stelle des Leiters an die Philosophische Fakultät der Universität München anzugliedern. Dagegen wehrten sich Universität und Fakultät, vor allem wegen der ungesicherten Finanzierung. Sie sollte zwar aus den Mitteln der aufgelösten Katholisch-Theologischen Fakultät erfolgen, musste aber natürlich auch die Fakultät tangieren, die selber Vorstellungen zur Verwendung hatte. Außerdem konnte man zu Recht Überschneidungen in der Forschung zwischen dem Institut und der Universität befürchten.
Während die Personalvorstellungen des Amts Rosenberg im Übrigen eher mittelmäßige Personen betrafen, gab es an der Reputation des vorgesehenen Leiters keinen Zweifel. Widerstände in München gegen Richard Harder als Person oder Wissenschaftler gab es denn auch kaum. Eine Stellungnahme betonte die wissenschaftliche Leistung (Plotin-Übersetzung), wandte aber ein, dass seine Forschung zu eng und zu spezialisiert angelegt sei, so dass man auf sie verzichten könne. Von Seiten der Partei trat die NS-Dozentenschaft gegen Harder auf, die an Auseinandersetzungen mit ihm in Kiel zur Zeit der Machtergreifung erinnerte und ihm andererseits vorhielt, er habe die Unverfrorenheit besessen, sofort nach der Machtergreifung in die Partei eintreten zu wollen; davon ist sonst nichts bekannt. Alle Einwände konnten nicht verhindern, dass Rosenberg sich durchsetzte und Harder am 14. Mai 1941 durch das Reichswissenschaftsministerium ernannt wurde. Der Minister Bernhard Rust berief ihn an die Philosophische Fakultät der Universität München, nur zusätzlich wurde die Genehmigung „zur Mitarbeit am Institut für Indogermanische Geistesgeschichte in München, Außenstelle der Hohen Schule“ ausgesprochen.
Harder war bereits im März 1941 nach München umgezogen. Im Sommer arbeitete er erneut in Griechenland, wo er, finanziert durch den Einsatzstab Reichsleiter Rosenberg, topographische, archäologische und epigraphische Arbeiten in Chalkis und Sparta durchführte. Zielkonflikte mit anderen Stellen, vor allem dem Deutschen Archäologischen Institut, waren unvermeidbar. Diese Probleme und weiterhin fehlende Stellen und Mittel führten dazu, dass Harder seine Arbeit stärker auf die Universität verlagerte.
Seit dem Wintersemester 1941/1942 sind im Vorlesungsverzeichnis Vorlesungen und Übungen aufgeführt, die ihn als vielseitig erweisen. So hat er auch seinen latinistischen Kollegen Rudolf Till vertreten und zu dieser Zeit einige Arbeiten auf diesem Gebiet verfasst. Er hielt Verbindung zu seinem angestammten Fach.
Im September 1942 rief Rosenberg eine „Arbeitsgemeinschaft für griechisch-iranische Altertumsforschung in den besetzten Ostgebieten“ innerhalb des „Instituts“ ins Leben, Sitz ebenfalls in München. Harder war ihr Leiter, sein Vertreter war Hans Reinerth. Ihre Aufgabe war die Plünderung von Kunstschätzen aller Art, vor allem von Bibliotheken und Ausgrabungsfunden aus Museen:

„Vom 21. September 1942 (an) habe ich Dr. Reinerth mit der Feststellung, Sicherung, Erforschung der vor- und frühgeschichtlichen germanischen und slawischen Funde und sonstigen Hinterlassenschaften in den Museen, wissenschaftlichen Instituten, Privatsammlungen und an den sonstigen Orten der besetzten Ostgebiete beauftragt“

### Die Gutachten zu den Flugblättern der „Weißen Rose“
Vermutlich steht es im Zusammenhang mit Richard Harders Stellung am IIG, wodurch er der Gestapo München als Fachwissenschaftler bekannt war, dass man ihm im Februar 1943 die sechs Flugblätter der Widerstandsgruppe „Weiße Rose“ zu einer gutachterlichen Stellungnahme vorlegte.  Noch am 17. Februar erhielt er die beiden neuesten, am folgenden Tag, kurz bevor Hans und Sophie Scholl festgenommen wurden, zusätzlich die vier älteren.
In der Erörterung wendete Harder die üblichen philologischen Methoden bei der Interpretation unbekannter, anonymer Texte an. Es gelang ihm die Klärung der Chronologie, dagegen nahm er zu Unrecht an, dass es sich immer um denselben Verfasser handle; er glaubte sogar, bei diesem Phantom eine innere Entwicklung (politische Biographie) feststellen zu können. Den Autor, dem er ein hohes intellektuelles Niveau zuerkennt, siedelte er im Umkreis der Universität an. Er hielt ihn für einen Geisteswissenschaftler, am ehesten für einen protestantischen Theologen. Es schwebte ihm eine Gestalt wie der Publizist Wilhelm Stapel vor (christlich-protestantische Grundlagen, Nationalismus, modifizierter Antisemitismus), aber er versuchte nicht, eine konkrete Person namhaft zu machen – die Konsequenz einer Entlarvung muss ihm klar gewesen sein. Natürlich wandte er sich mehrfach gegen die politische Grundhaltung der Flugblätter.
Im Prozess gegen die Mitglieder der Verschwörung wurden die Gutachten nicht verwendet. Im Nachlass haben sie keine Spuren hinterlassen, obwohl die Diskussion über die Aktion schon zu Lebzeiten Harders rege war.

### Harder und derGnomon
Es ist Harder vorgeworfen worden, den Gnomon an die nationalsozialistische Ideologie angepasst zu haben, wofür auch Alfred Rosenberg als Zeuge genannt wird; es ging dabei darum, Zweifel Martin Bormanns, des Leiters der NS-Parteikanzlei, an der politischen Zuverlässigkeit Harders zurückzuweisen. In Wirklichkeit konnte er die Zeitschrift weitgehend von NS-Einflüssen freihalten. Noch 1941, im Zusammenhang mit der Berufung nach München, wurde ihm vorgeworfen, er habe weiterhin Juden zu Wort kommen lassen, was jedenfalls bis 1939 zutrifft, auch für andere exilierte und emigrierte Wissenschaftler.

### Einstellung zur Ideologie des Nationalsozialismus
Harders Veröffentlichungen zu Beginn der NS-Zeit zeigen, dass er von der Aufbruchstimmung im neuen Staat so bewegt war wie viele andere Gelehrte auch. Wie andere wollte er einen „deutschen Plato“ erkannt haben. Er hat unzweifelhaft an den Nationalsozialismus geglaubt, einschließlich des Rassismus. Die pseudowissenschaftliche Ideologie, wie sie von Rosenberg gepflegt wurde, hat er eher nicht übernommen, sondern, vage wie sie war, für interpretationsfähig und damit für vereinbar mit seinen wissenschaftlichen Grundsätzen gehalten. Die rassenideologische Phraseologie des Nationalsozialismus ist im Zusammenhang mit dem eigentlichen Arbeitsprogramm der Hohen Schule und des Instituts für Indogermanische Geistesgeschichte unverkennbar, die Publikationen, soweit sie rein fachwissenschaftlichen Charakter haben, sind frei von Spuren nationalsozialistischen Denkens. Einzelne Äußerungen wirken eher aufgesetzt (und haben sich daher im Wiederabdruck nach dem Krieg leicht streichen lassen). Am stärksten beeinflusst ist der Beitrag zu Franz Bopps 75. Todestag. Mit der angepassten Sprache wollte Harder sicherstellen, dass er die Arbeitsmöglichkeiten für sich und seine Schüler nutzen konnte. „Das konnte nach Lage der Dinge nur mit politischen Zugeständnissen erkauft werden.“
Im Nachlass ist der Fragebogen der Entnazifizierung erhalten. Als Anlage dazu existiert eine „Denkschrift“ von elf Seiten (datiert 3. Juni 1945), in der Harder vor allem über die „geistigen Aufgaben“ des geplanten Instituts Auskunft zu geben, dabei aber auch seine Position im Dritten Reich zu rechtfertigen versucht. Er beharrt darauf, weniger Leiter des Instituts als Universitätsprofessor gewesen zu sein. Einsicht in seine Fehler hat er bald gewonnen, wie eine „Selbsterklärung“ vom 21. November 1949 zeigt.

## Nachkriegszeit
Nach Kriegsende wurde Richard Harder im Dezember 1945 amtsenthoben. Der Bescheid im Spruchkammerverfahren vom Dezember 1947 stufte ihn als „Mitläufer“ ein. Damit durfte er wieder publizieren, eine Möglichkeit, die ihm wichtig war. Die Entfernung aus dem Beamtenverhältnis blieb weiterhin in Kraft, statt regulärer Bezüge wurde nur ein geringer Unterhaltsbeitrag gewährt. Am 20. Dezember 1949 beschloss die Fakultät, eine Wiedereinstellung zum Zweck der Pensionierung zu befürworten, was abgelehnt wurde, jedoch erhielt er ab 1. Oktober 1950 80 % der Versorgungsbezüge. Am 27. Oktober 1951 meldete er Ansprüche nach Art. 131 GG (gemäß dem Gesetz zur Regelung der Rechtsverhältnisse der unter Artikel 131 des Grundgesetzes fallenden Personen) an.
Bis Sommer 1952 lebte Harder in Possenhofen am Starnberger See, wo er sich bis zur Besserung seiner finanziellen Lage mit kleineren Arbeiten, unter anderem mit Privatstunden und Privatvorträgen, über Wasser hielt; dem Ort blieb er auch nach seiner späteren Berufung nach Münster treu. Von hier aus nahm er am geistigen Leben Münchens teil, durfte aber erst 1951 wieder selbst Vorträge aus seinem Fachgebiet halten. Allmählich nahm er auch wieder Verbindung mit Fachkollegen auf, auch mit emigrierten, darunter Werner Jäger, Willy Theiler und Felix Jacoby. Hannah Arendt begegnete er erst Ende 1956 wieder. Er hatte sich darauf eingestellt, nie wieder lehren zu dürfen, sah sich als Privatgelehrter und freier Schriftsteller und entwickelte viele literarische Pläne. 1952 erhielt er jedoch das Ordinariat für Griechisch an der Westfälischen Wilhelms-Universität Münster, wo er im Wintersemester 1952/1953 seine Tätigkeit aufnahm.
Sein Leben hat Harder mit Plotin beschlossen. Auf der Jahrestagung 1957 der Fondation Hardt pour l’étude de l’antiquité classique in Vandœuvres, wohin er schon verspätet aus dem Krankenhaus in München angereist war, hielt er noch einen Vortrag über Quelle oder Tradition, doch auf der Rückreise erlag er im Buffetraum des Bahnhofs Zürich einem Herzleiden. Er wurde in Pöcking beigesetzt.
Von 1924 bis zu seiner Scheidung im Frühjahr 1941 war Richard Harder mit Mathilde, geb. Panizza, verheiratet. Er hatte zwei Töchter, Christine (geb. 1932) und Taalke (geb. 1934). Sein Nachlass, zunächst betreut von seinem Schüler Walter Marg, wird in der Bayerischen Staatsbibliothek München aufbewahrt.

## Leistungen
Richard Harder behandelte in seinen zahlreichen Arbeiten weitgespannte Themen aus dem Bereich sowohl der griechischen als auch der lateinischen Philologie, vom frühen Epos bis in die hohe Kaiserzeit, wo er sich vor allem der Philosophie zuwandte. Zu seinen Schwerpunkten gehörte die Philosophie Plotins, die griechische Epigraphik und Kulturgeschichte. Wichtig sind in diesem Zusammenhang (Griechenland-Aufenthalte, IIG) die Arbeiten über die Schriftlichkeit. Außerdem übersetzte er Schriften griechischer und römischer Autoren (Tyrtaios, Platon, Ovid). Verdienstvoll ist die Herausgabe der noch heute nicht vollständig ersetzten Geschichte der Erziehung im klassischen Altertum von Henri-Irénée Marrou, wo er intensiver an der Übersetzung beteiligt war, als erkennbar ist. Sein Hauptwerk ist die Plotin-Übersetzung, deren Neubearbeitung durch seinen Tod vorzeitig beendet wurde.

## Werke

### Schriften
- Über Ciceros Somnium Scipionis. Niemeyer, Halle (Saale) 1929 (Schriften der Königsberger Gelehrten Gesellschaft, Geisteswiss. Kl., Band 6, 1929, Heft 3). - Nachdruck in: Kleine Schriften, S. 354–395.
- Platon und Athen. In: Neue Jahrbücher für Wissenschaft und Jugendbildung, Band 10, 1934, S. 492–500.
- Die neue höhere Schule. In: Kieler Blätter (1938), Heft 2/3, S. 147–152.
- Die Meisterung der Schrift durch die Griechen. In: Helmut Berve (Hrsg.): Das neue Bild der Antike. Band I. Köhler & Amelang, Leipzig 1942, S. 91–108. Nachdruck: Kleine Schriften, S. 81–97.
- Bemerkungen zur griechischen Schriftlichkeit. In: Die Antike, Band 19, 1943, S. 86–108.
- Rottenschrift. In: Jahrbuch des Deutschen Archäologischen Instituts, Band 58, 1943, S. 93–132. Nachdruck: Kleine Schriften, S. 98–124.
- Karpokrates von Chalkis und die memphitische Isispropaganda. de Gruyter, Berlin 1944 (Abh. Preuß. Akad., Phil.-Hist. Klasse, 1943, 14).
- Eigenart der Griechen. Eine kulturphysiognomische Skizze. Herder, Freiburg im Breisgau 1949.
- Paionios und Grophon, zwei Bildhauerinschriften. 1955.
- Kleine Schriften. (Herausgeber Walter Marg). Beck, München 1960 (Mit Nachwort des Herausgebers, S. 475–499, und Bibliographie, S. 502–504).
- Die Eigenart der Griechen. Einführung in die griechische Kultur. (Herausgeber Walter Marg). Herder, Freiburg im Breisgau 1962 (Herder-Bücherei, Band 120).

### Ausgaben/Übersetzungen
- Ocellus Lucanus. Text und Kommentar. Weidmann, Berlin 1926 (Neue philologische Untersuchungen, Band 1). - Nachdruck: Weidmann, Dublin 1966.
- Plotins Schriften. Übersetzt (in chronologischer Reihenfolge) Bd. 1–5. Meiner, Leipzig 1930–1937.
  - Neubearbeitung, mit griechischem Lesetext (basierend auf der Ausgabe von P. Henry u. H. R. Schwyzer) und Anmerkungen. Bd. 1–6. Meiner, Hamburg 1956–1971 (Philosophische Bibliothek, Bände 211–215 und 276). Band 1–5 jeweils  in a und b unterteilt für Text und Übersetzung, bzw. Anmerkungen; Bd. 5c beinhaltet: Porphyrios, Leben des Plotinos; Bd. 6 enthält die Indices. – Neudruck 2004, ISBN 978-3-7873-1709-7. Zu Harders Lebzeiten sind nur die Bände 1a / b sowie 5c erschienen.
- Platons Kriton. Text, Übersetzung, Nachwort. Weidmann, Berlin 1934. - Die Übersetzung wurde nachgedruckt in: Platon, Sokrates im Gespräch. Fischer-Bücherei, Frankfurt a. M. 1953, S. 37–52 (Fischer Bücherei 24). Auch in: Kleine Schriften, S. 223–246.
- Henri Irénée Marrou: Geschichte der Erziehung im klassischen Altertum. Übers. Charlotte Beumann. Hrsg. v. Richard Harder. Alber, Freiburg 1957 (Übersetzung von Histoire de l'éducation dans l'antiquité).